# Wiederherstellungsvolume
Als Wiederherstellungsvolume wird ein besonderes Volume auf einem Computersystem wie einem Personal Computer bezeichnet, auf dem ein Wiederherstellungssystem eingerichtet ist. Dieses kann auf einigen Computern, etwa Macs von Apple, mit einer Tastenkombination direkt von der Firmware aus gestartet werden.

## Windows
Beim Betriebssystem Windows von Microsoft befindet sich das Windows Recovery Environment, zu Deutsch die Windows-Wiederherstellungsumgebung, auf einer Partition vom Typ DE94BBA4-06D1-4D40-A16A-BFD50179D6AC bei GPT oder 0x27 bei MBR. Die Partition wird seit Windows 7 bei der Installation von Windows automatisch eingerichtet. Bei drei Fehlstarts von Windows bietet das Betriebssystem beim darauffolgenden Start von selbst die Option an, in die Wiederherstellungsumgebung zu starten.
Bei früheren Windows-Versionen, Windows XP und Vista sowie den darauf basierenden Server-Versionen, wurde oft eine Version von Windows PE in Kombination mit einem Computerprogramm für die Datensicherung und -wiederherstellung genutzt. PE steht für Preinstallation Environment und ist ein von einem externen Speichermedium startbares Windows. Damit können unter anderem auch Speicherabbilder zum Zurücksetzen der Installation auf den Werkszustand genutzt werden. Obwohl einige Lösungen auch tatsächlich von einem externen Speichermedium starten, bieten manche Lösungen die Einrichtung einer Wiederherstellungspartitionen an. Ein Beispiel dafür ist Rescue and Recovery von IBM/Lenovo. Dabei wurde auch ein direktes Starten aus der Firmware (dem BIOS oder UEFI) heraus realisiert. Die Partition hat den MBR-Partitionstyp 0x12. Bei ThinkPads und ThinkCentres kann das direkte Starten davon durch halten der Taste F11, während die Firmware das System initialisiert bzw. nach dem POST, eingeleitet werden, sofern die Wiederherstellungspartition vorhanden ist.
Eine andere Technik ist die Hidden Protected Area, die z. B. ebenfalls von IBM bei ThinkPads im BIOS integriert wurde. Dabei wird am Ende des internen Datenspeichers (der Festplatte) ein Bereich vor der Software versteckt und kann ähnlich einer Wiederherstellungspartition nur über das BIOS gestartet bzw. genutzt werden.

## macOS
Unter macOS von Apple wird seit Lion, Version 10.7 von 2011, ein Wiederherstellungsvolume bei der Installation eingerichtet. Fehlt die Partition wird sie üblicherweise bei einem Upgrade erneut erstellt. Die englische Bezeichnung der Partition ist „Recovery HD“ und sie hat den GUID-Typ 426F6F74-0000-11AA-AA11-00306543ECAC, bei MBR-Hybrid-Partitionierung auch den MBR-Typ 0xab. Seit macOS High Sierra ist dies normalerweise keine Partition mehr, sondern ein APFS-Volume mit dem Titel „Recovery“ innerhalb des APFS-Containers, in dem auch macOS installiert wurde.
Das Wiederherstellungsvolume wird unter macOS im Finder bzw. auf dem Schreibtisch nicht automatisch aktiviert und ist im Festplattendienstprogramm normalerweise versteckt. Durch Halten der Wahltaste ⌥ nach dem POST der EFI-Firmware kann das Wiederherstellungsvolume bei Intel-Macs zum Starten ebenso gewählt werden wie durch die Tastenkombination Befehlstaste ⌘ + R. In der Partition oder dem APFS-Volume befindet sich die „macOS-Wiederherstellung“, die nicht nur das Betriebssystem auf Werkseinstellungen zurücksetzen kann, sondern auch Zugriff auf das Festplattendienstprogramm und die Terminalemulation Terminal.app bietet. Damit können Time-Machine-Sicherungen ebenso zurückgespielt werden wie eigene Sicherungen. Auch die System Integrity Protection (SIP) kann damit deaktiviert oder aktiviert werden.